# رابرت وولسی
رابرت وولسی (انگلیسی: Robert Woolsey؛ ۱۴ اوت ۱۸۸۸ – ۳۱ اکتبر ۱۹۳۸) بازیگر اهل ایالات متحده آمریکا بود. از آثار وی می‌توان به به طور کامل اشاره نمود.
از فیلم‌های او می‌توان به پسران مومیایی، ادامه بده، جک، مشکل دشوار و در انتهای دوران میانسالی اشاره کرد.